# Рудолтовиці
Рудолтовиці (пол. Rudołtowice, нім. Rudoltowitz) — село в Польщі, у гміні Пщина Пщинського повіту Сілезького воєводства.
Населення — 1144 особи (2011).
У 1975—1998 роках село належало до Катовицького воєводства.

## Демографія
Демографічна структура станом на 31 березня 2011 року:
|          | Загалом | Допрацездатний вік | Працездатний вік | Постпрацездатний вік |
| -------- | ------- | ------------------ | ---------------- | -------------------- |
| Чоловіки | 578     | 124                | 394              | 60                   |
| Жінки    | 566     | 126                | 329              | 111                  |
| Разом    | 1144    | 250                | 723              | 171                  |